# Autopass

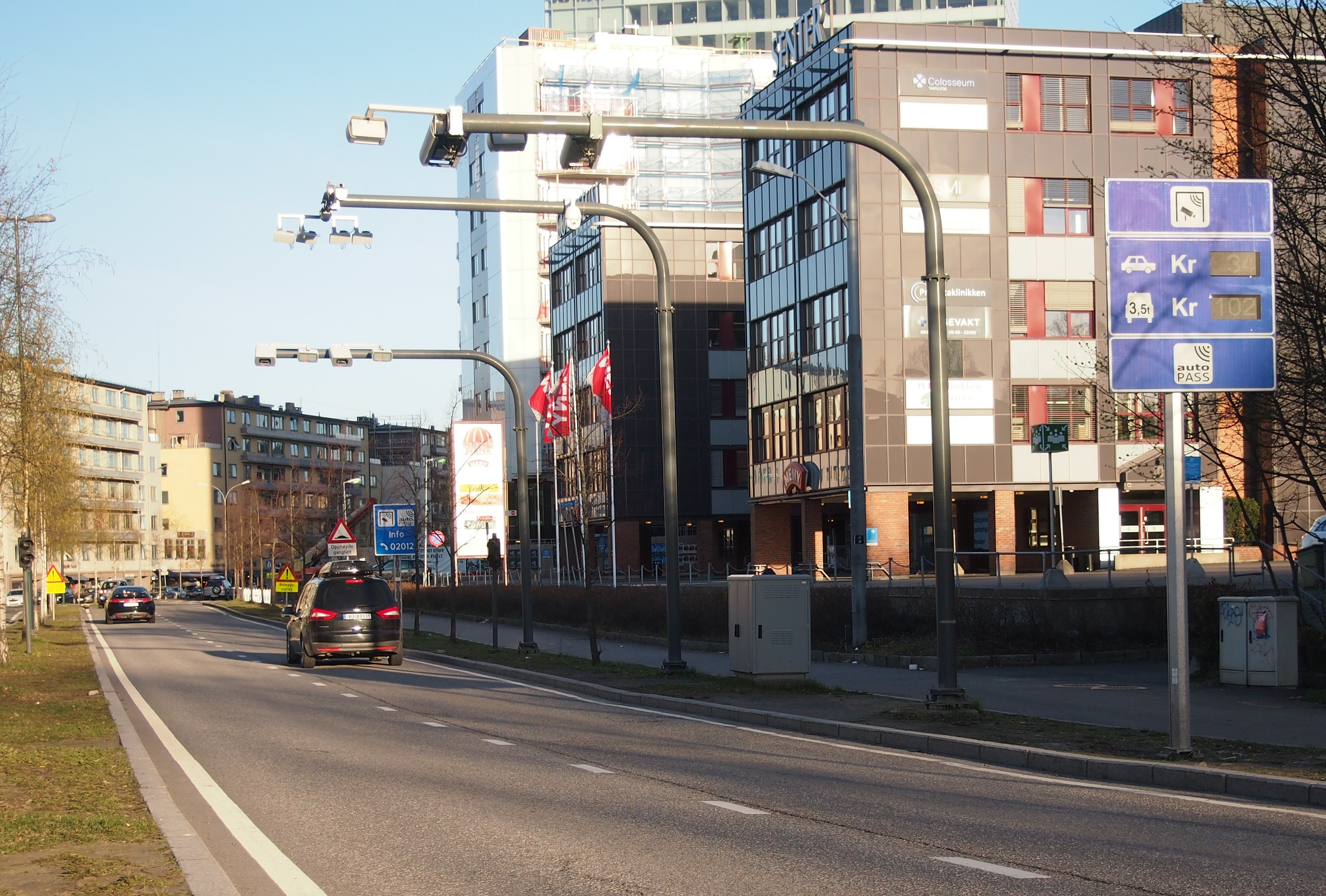
AutoPASS-betalstation i Oslo.

Autopass, av företaget skrivet AutoPASS, är ett norskt system för elektronisk betalning i automatiska betalstationer. Systemet ägs av den norska transportmyndigheten Statens vegvesen.
En Autopass-brikke är en transponder som placeras på insidan av bilens vindruta, och gör att man snabbt kan passera automatiska betalstationer. Autopass är baserat på DSRC 5,8 GHz mikrovågsteknik. Autopass-transponderna levererades tidigare av de norske bolagen Q-Free och Fenrits. Seden 2013 levererades de av Kapsch och Norbit, och sedan 2016 av Norbit och Q-Free.
Vägtullar förekommer på flera platser i Norge, och den norska benämningen på de trafikantfinansierade betalningssystem som finns runt flera städer i Norge är bomring. Bomringen är en ring av vägtullar runt en ort. Vägtullarna ligger ofta längs infartsvägar. En väg som har en betalstation längs någon del av vägen, en betalväg, kallas på norska bomvei ("bomväg"). Benämningen på själva avgiften som tas ut i bomringer och på bomveier är bompenger ("bompengar"). Alla betalstationer i Norge använder Autopass och är automatiska, förutom enstaka färjor.
För bilar utan transponder fotograferas registreringsskylten och faktura sänds till bilens ägare. Detta gäller även bilar som är registrerade i andra länder än Norge. Utländska fordon utan transponder faktureras av Epass24. Det går att registrera utländska fordon till "Visitor's payment" på Epass24, vilket inte är obligatoriskt men förmånligt eftersom man snabbare får hemskickat faktura och tillgång till fakturor på nätet. I vägtullar som är miljödifferantierade måste utländska fordon dock registreras för att undvika att betala högsta avgiftsklass. Hyrbilskunder bör också registrera sig eftersom de då faktureras av Epass24 direkt - hyrbilsföretaget måste annars efterfakturera kunden (ofta lägger de till extra avgifter för detta).
Autopass är en del av samriskföretaget EasyGo. Genom Easygo-samarbetet gäller Autopass-transpondern som betalning på broar, färjor och andra automatiska betalstationer i Skandinavien. Det danska systemet Brobizz ingår också i Easygo-samarbetet, och en transponder från Brobizz kan därmed också användas i Norge.

## Obligatorisk transponder för tunga fordon

Skylten som anger automatisk betalstation.

Sedan 10 oktober 2014 måste alla fordon över 3,5 ton som är registrerade på företag, staten, länsmyndigheter eller kommunen, eller som på annat sätt främst används i näringsverksamhet i Norge använda transponder. Detta gäller för både norska och utländska fordon på hela det norska offentliga vägnätet. Norska polisen, norska tullverket (Tolletaten) och Statens vegvesen har kontrollmyndighet och kontrollerar längs vägen. Om transponder saknas tillkommer en avgift på 8 000 NOK. Avgiften ökar till 12 000 NOK om den inte betalas inom tre veckor. Om detta uppreps flera gånger inom två år tas det ut avgift på 16 000 NOK.

## Färjor
Alla bilfärjor i Norge har avgift, och många färjerutter använder AutoPass som betalningssystem. Detta konceptet heter AutoPASS for ferje. ("AutoPASS för färja"). Med ett giltigt Autopass (eller annat Easygo)-avtal erhålls 10% rabatt när man betalar färjebiljetten med sin transponder. Genom att teckna ett eget avtal och tanka på ett särskilt Autopass färjekonto erhålls 50% (40% för företag) rabatt för fordon.